# Ecatarina Teodoroiu
Ecatarina Teodoroiu (Vădeni, 15 januari 1894 - Muncelu, 3 september 1917) was een Roemeens militair in de Eerste Wereldoorlog.

## Biografie
Ecatarina Teodoroiu werd geboren in een groot boerengezin in Vădeni. Ze studeerde aan de meisjesschool in Boekarest en werd vervolgens lerares. Toen in 1916 Roemenië zich aan de zijde van de geallieerden schaarde, brak de oorlog met Duitsland uit. Teodoroiu ging aan het front werken als verpleger, maar op 14 oktober 1916 vocht ze aan de zijde van de soldaten tegen de Duitsers. De Roemeense koninklijke familie hoorde van haar moed en nodigde haar daarop uit in Boekarest.
Nadat haar broer Nicolae sneuvelde in de strijd tegen het Duitse Keizerrijk wilde ze wraak nemen. Hierop werd Ecaterina Teodoroiu als vrijwilliger lid van het 19de regiment. In november werd ze gevangen genomen, maar ze wist te ontsnappen. Twee dagen later was zij weer betrokken bij verschillende schermutselingen met de Duitsers. Tijdens een gevecht nabij Filiași raakte ze aan haar beide benen gewond door een granaat. In maart 1917 ontving ze een medaille van de koning voor haar moed en verkreeg ze het commando over haar eigen peloton.
Teodoroiu nam samen met haar peloton deel aan de slag van Mărășești en op 3 september werden de Roemeense linies door de Duitsers aangevallen. Terwijl ze haar peloton vervolgens in een tegenaanval leidde, werd ze door een machinegeweer geraakt. Aanvankelijk werd ze nabij het front in Fitioneşti begraven. In 1921 werden haar beenderen in een crypte in haar geboorteplaats begraven.